# Thomas Valley
Das Thomas Valley gehört zu den Antarktischen Trockentälern im ostantarktischen Viktorialand. Es liegt an der Ostflanke des Gebirgskamms McClelland Ridge im östlichen Abschnitt der Olympus Range des Transantarktischen Gebirges.
Das Advisory Committee on Antarctic Names benannte das Tal 1997 nach dem US-amerikanischen Kartografen Jean-Claude Thomas vom United States Geological Survey, der im selben Jahr maßgeblich an der Erstellung von Kartenmaterial zu den Antarktischen Trockentälern anhand von Satellitenaufnahmen beteiligt war.